# InterRail
InterRail je karta koja omogućuje putovanje vlakom po više europskih zemalja s povoljnom cijenom. 
InterRail vrijedi za mlade osobe do 26 godina, a postoje za prve ili standardne druge razrede.
Može se rabiti u 27 zemalja. Nudi i popuste za određene ulaznice u neke muzeje ili trajekte.

## Vrste InterRaila
InterRail Global Pass vrijedi u vlakovima 30 zemalja i trajektima u Italiji i  Grčkoj. Postoje karte s različitim trajanjima, kao što je 5-dnevna karta koja vrijedi za putovanja od 10 dana ili karte za vožnju od manje od 22 dana. Za one koji žele putovati više, dostupne su karte koje vrijede 22 dana ili mjesec dana.
InterRail One Country Pass nudi putovanje odabranih 3, 4, 6 ili 8 dana. Ove karte vrijede mjesec dana. Ova vrsta ulaznica vrijedi za sve zemlje koje sudjeluju u InterRail, osim za Crnu Goru i Bosnu i Hercegovinu.

## Zemlje interraila
Austrija, Belgija, Bosna i Hercegovina, Bugarska, Hrvatska, Češka Republika, Danska, Finska, Francuska, Njemačka, Velika Britanija, Grčka, Mađarska, Italija, Luksemburg, Crna Gora, Nizozemska, Norveška, Poljska, Portugal, Hrvatska, Makedonija, Rumunjska, Srbija, Slovačka Slovenija, Španjolska Švicarska, Švedska i Turska.

## Vanjske poveznice
- Webstranica InterRail